# Celtx
Celtx (/ˈkɛltɨks/) è un applicativo di pre-produzione libero progettato e organizzato per progetti multimediali come film, video, sceneggiature, documentari, giochi e podcast.
Celtx è un acronimo per Crew, Equipment, Location, Talent e XML
Celtx è stato fatto su standard aperti e non-proprietari (es. HTML, XML, RDF e TXT). È sotto licenza Celtx Public License, che è una Mozilla Public License con attribuzione.Lo sviluppo delle caratteristiche e le traduzioni dell'applicazione sono guidate in larga parte dagli sforzi e dagli aiuti di volontari e membri della comunità internazionale Celtx.

## Funzionalità
Celtx è un software per la scrittura di sceneggiature e la collaborazione, destinato a sceneggiatori; produttori di film e televisione; e produttori di teatro, radio, podcast e fumetti.

### Scrittura
Celtx utilizza un editor di sceneggiatura conforme agli standard dell'industria, tipico per sceneggiature cinematografiche e teatrali. Celtx include anche un modulo di revisione di testo ricco per la scrittura di romanzi.

### Collaborazione, gestione e archiviazione dei progetti
Celtx Studio offre collaborazione sui progetti e archiviazione di file in linea.

### Pubblicazione
Le sceneggiature possono essere caricate sul Celtx Exchange per la visualizzazione pubblica, recensioni tra pari e commenti.

### Pianificazione
Celtx supporta la creazione di calendari di produzione, bozzetti, programmi di ripresa e fogli di chiamata.

#### Elementi
Celtx offre trentacinque diversi elementi, come Attore o Effetti Speciali, che possono essere aggiunti al progetto. Questi elementi possono contenere varie informazioni, come media o testo. Celtx consente a registi e scrittori di etichettare elementi all'interno di ogni sceneggiatura. Questi elementi etichettati possono quindi essere trasferiti automaticamente a un breakdown della sceneggiatura.

### Strumenti di visualizzazione per la pre-produzione

#### Bozzetti
Celtx permette di creare sequenze di tavole della storia, che possono essere stampate o visualizzate utilizzando la funzione di riproduzione animatica integrata di Celtx.

#### Blocca scatto
Lo strumento Blocca Scatto può essere utilizzato per disegnare uno schizzo o una configurazione, che può essere aggiunta anche a un bozzetto. Il Blocco Scatto include icone e immagini pre-caricate per telecamere, luci e persone, che possono essere etichettate con testo, e strumenti per disegnare linee, frecce, forme e testo.

## Programmi correlati
- Helga